# NGC 3714
NGC 3714 је спирална галаксија у сазвежђу Велики медвед која се налази на NGC листи објеката дубоког неба.
Деклинација објекта је + 28° 21' 31" а ректасцензија 11h 31m 53,6s. Привидна величина (магнитуда) објекта NGC 3714 износи 13,3 а фотографска магнитуда 14,2. NGC 3714 је још познат и под ознакама NGC 3712, UGC 6516, MCG 5-27-85, CGCG 156-95, ARAK 297, KUG 1129+286, ARP 203, PGC 35556.